# أماس أمانكونا
فريدريك أماس أمانكونا (من مواليد 2 أغسطس 1995) هو لاعب كرة قدم محترف غاني يلعب لنادي ساوث بيند ليونز لكرة القدم في دوري الدرجة الأولى الأمريكي كلاعب خط وسط.